# چارلز ادوارد لمب
چارلز ادوارد لمب (انگلیسی: Charles Lambe; ۲۰ دسامبر ۱۹۰۰ – ۲۹ اوت ۱۹۶۰) افسر ارشد نیروی دریایی پادشاهی بریتانیا بود. او در جنگ جهانی دوم به عنوان فرمانده یک رزم‌ناو، مدیر طرح‌های دریایی و سپس فرمانده یک ناو هواپیمابر جنگید. او از سال ۱۹۵۹ تا ۱۹۶۰ به عنوان لرد اول دریا و رئیس ستاد نیروی دریایی خدمت کرد، تا اینکه به دلیل بیماری قلبی مجبور به بازنشستگی زودهنگام شد. او تنها چند ماه بعد درگذشت.